# Esferoide

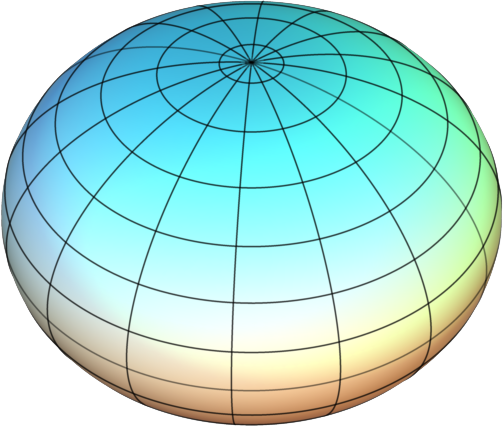
Esferoide oblat

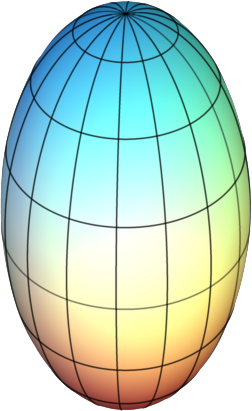
Esferoide prolat

Un esferoide o el·lipsoide de revolució és un cos obtingut per la revolució d'una el·lipse sobre un dels seus eixos principals. Existeixen tres tipus d'esferoides:
- Si l'el·lipse ha revolucionat sobre el seu eix major, la superfície és un esferoide prolat (similar a la forma de la pilota de rugbi).
- Si l'el·lipse ha revolucionat sobre el seu eix menor, la superfície és un esferoide oblat (similar a la forma del planeta Terra).
- Si l'el·lipse que revoluciona és un cercle, la superfície és una esfera (completament simètrica).

Per altra banda, un esferoide també pot ser caracteritzat com un el·lipsoide que té dos semieixos equatorials iguals] (i.e., ax = ay = a), com es representa en l'equació:
{\displaystyle {\frac {X^{2}}{{a_{x}}^{2}}}+{\frac {Y^{2}}{{a_{y}}^{2}}}+{\frac {Z^{2}}{b^{2}}}={\frac {X^{2}+Y^{2}}{a^{2}}}+{\frac {Z^{2}}{b^{2}}}=1.\,\!}

## Àrea de la superfície

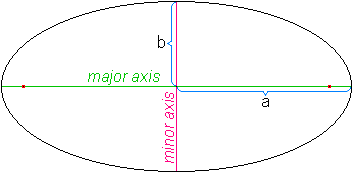
longitud del semieix major(a) i semieix menor(b)

Un esferoide prolat té una àrea de superfície
{\displaystyle 2\pi \left({\frac {(ab)o\!\varepsilon }{\sin(o\!\varepsilon )}}+b^{2}\right)=2\pi \left({\frac {a^{2}}{\operatorname {sin\!c} (2o\!\varepsilon )}}+b^{2}\right).\,\!}
Un esferoide prolat té molt poca amplada i molta llargada el contrari d'això és l'esferoide oblat que té més amplada i menys altura.
{\displaystyle 2\pi \left(a^{2}-{\frac {b^{2}}{\sin(o\!\varepsilon )}}\ln \left({\frac {\cos(o\!\varepsilon )}{1-\sin(o\!\varepsilon )}}\right)\right),\,\!}
on
- {\displaystyle a\,\!} és la longitud del semieix major;
- {\displaystyle b\,\!} és la longitud del semieix menor;
- {\displaystyle o\!\varepsilon \,\!} és l'excentricitat angular d'una el·lipse (que és inherentment oblata en forma):

{\displaystyle o\!\varepsilon =\arccos \left({\frac {b}{a}}\right)=2\arctan \left({\sqrt {\frac {a-b}{a+b}}}\right)\quad \mathrm {(oblat)} ,\,\!}
{\displaystyle =\arccos \left({\frac {a}{b}}\right)=2\arctan \left({\sqrt {\frac {b-a}{b+a}}}\right)\quad \mathrm {(prolat)} ;\,\!}
(sin(oε) freqüentment expressat com excentricitat, "e")

## Volum
Esferoide prolat
- volum és {\displaystyle {\frac {4}{3}}\pi b^{2}a.\,\!}

Esferoide oblat:
- volum és {\displaystyle {\frac {4}{3}}\pi a^{2}b.\,\!}